# Marano (Isera)
Marano è una frazione del comune di Isera in provincia autonoma di Trento.

## Storia

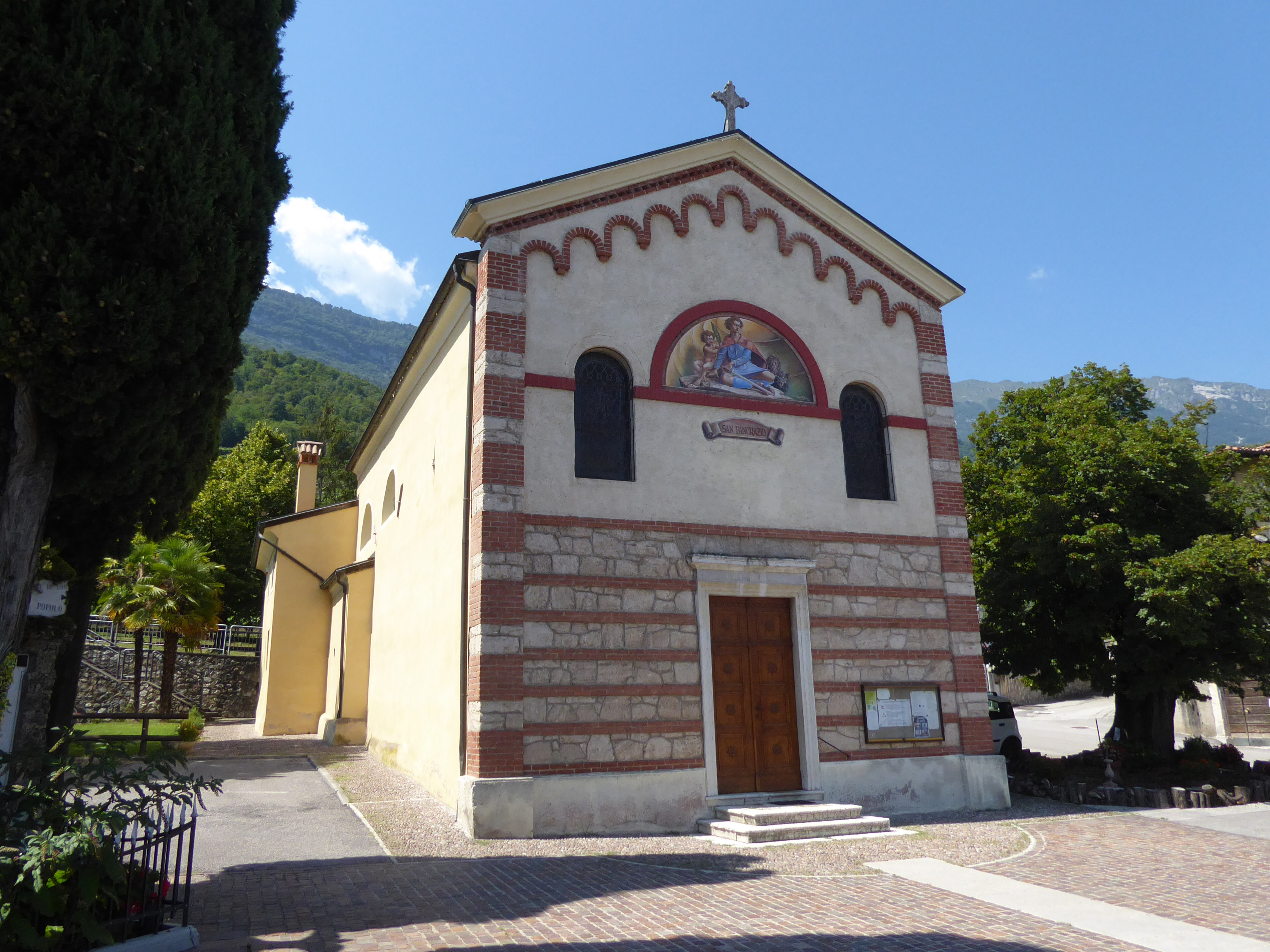
La chiesa di San Pancrazio

Marano è stato un comune italiano istituito nel 1920 in seguito all'annessione della Venezia Tridentina al Regno d'Italia. Nel 1929 è stato aggregato al comune di Isera.
Nella località Coré presso Marano di Isera sono segnalati fin dalla prima metà dell'Ottocento ritrovamenti occasionali riferibili a una necropoli di età romana. Da tale sito proviene con certezza un piccolo lotto di reperti di età medio-tardo imperiale, descritti da Fortunato Zeni nel suo manoscritto ottocentesco che porta il titolo di Ritrovi di oggetti archeologici della Vallagarina, e a tutt'oggi esposti presso il Museo civico di Rovereto: si tratta di una collana composta di cinquantadue perle costolate in pasta vitrea azzurra del tipo detto "a melone", due fibule "a tenaglia", due fibbie per cintura e un tintinnabulum (campanello), tutti di bronzo; delle quattordici monete elencate da Zeni, databili dall'età augustea al regno di Valentiniano II (fine del I secolo a.C. - seconda metà del IV secolo d.C.), invece, se ne è potuta individuare presso il museo una sola, di età augustea (7 a.C.). Come provenienti da Marano, senza precisare però l'esatta località del ritrovamento, Zeni segnala anche altri materiali, oggi dispersi, quali una borchia, una fibbia, altre monete e un ago crinale; dal medesimo sito, infine, provengono anche una fibula romana del tipo "Aucissa" e una piccola armilla in bronzo, non descritte da Zeni e conservate al museo.

## Monumenti e luoghi d'interesse
- Chiesa di San Pancrazio, parrocchiale.